# El Diablo (Tarot)

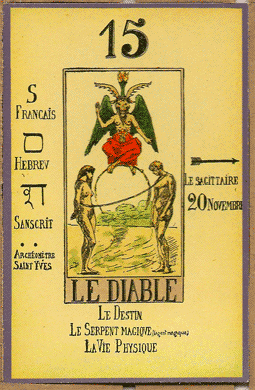
El Diablo en el Tarot de Papus

El Diablo es una carta del Tarot siendo el arcano número 15, el Diablo. Representa el signo zodiacal Capricornio.
Puede llegar a representar sueño, hambre, pereza y pensamientos sexuales

## Elementos descriptivos
- Un diablo eleva una mano abierta y en la otra sostiene una espada o una antorcha.
- Un diablo se encuentra encima de una especie de altar.
- Al nivel del piso se encuentran dos demonios menores, uno femenino y otro masculino atados o encadenados de su cuello al altar.
- Al parecer tienen atadas sus manos por detrás.
- En el Tarot de Rider, la mujer-demonio tiene al final de la cola, uvas y el hombre-demonio la cola está encendida. A diferencia del de Marsella, aquí el diablo tiene una tea en la mano en lugar de la espada, y al parecer está encendiendo la cola del hombre-demonio.

## Simbología
Generalmente el tarot considera que el Diablo representa al ser humano que está atado a los deseos materiales, los vicios y la materia. Suele representar el materialismo, la lujuria, la degradación y los excesos. Los dos demonios que están encandenados representan a la persona que está encadenada al mundo material incapaces de evolucionar espiritualmente. En algunos casos puede representar la Maldad, pero en términos generales es algo más alegórico y se asocia con el plano material o físico, los Egos de la Gnosis, el Ello del psicoanálisis y con la Sombra (arquetipo) de Jung.

## Cultura popular y asociación simbólica
El Diablo suele ser interpretado en algunos casos como la versión maligna del Mago, y de hecho tiene en su representación tradicional a los cuatro elementos también. Se le asocia con la figura maligna y descontrolada, el antagonista principal que se deja llevar por su lado oscuro una vez que recibe la Iniciación; Mordred, Sauron, Voldemort, Darth Vader, Agente Smith, etc. 
En el Tarot X de CLAMP es representado por Yuto Kigai.